# Damien Da Silva
Damien Da Silva (* 17. Mai 1988 in Talence im Département Gironde) ist ein französischer Fußballspieler portugiesischer Herkunft.

## Karriere
Seine Karriere begann der aus der Region um Bordeaux stammende Spieler mit fünf Jahren bei Girondins Bordeaux. Als 15-Jähriger wechselte er in die Jugendabteilung von Chamois Niort. Da Silva stand in der Saison 2004/05 erstmals im Kader von Niort und absolvierte sein erstes Spiel für den Verein in der dritten Liga. Am Ende der Spielzeit gelang dem Team der Aufstieg in die zweite Liga. In dieser Spielklasse spielte Da Silva häufiger und kam in der ersten Saison auf sieben Einsätze. Zugleich wurde er in der französischen U-18 und der U-19 eingesetzt. Mit Niort stieg er 2008 ab und entschied sich 2009 trotz regelmäßiger Einsätze für einen Wechsel zum Zweitligisten LB Châteauroux, wo er aber nur wenig eingesetzt wurde. Daher wurde er zum 1. Januar 2011 an Drittligist FC Rouen ausgeliehen. Bei Rouen avancierte er zum Stammspieler, sodass er im Sommer 2011 durch den normannischen Verein für weitere Spielzeiten verpflichtet wurde. Zur Saison 2013/14 wechselte er wieder in die Ligue 2 zu Clermont Foot und nur ein Jahr darauf gelang ihm ein weiterer Karrieresprung, als er vom Erstligaaufsteiger SM Caen verpflichtet wurde. Bei diesem konnte er sich einen Stammplatz erkämpfen und zum Klassenerhalt beitragen.
Im Juli 2018 wechselte der 30-jährige Da Silva als Stammspieler zum Europapokalteilnehmer Stade Rennes und erreichten gemeinsam in der Spielzeit 2018/19 das Achtelfinale der UEFA Europa League und den französischen Pokalsieg gegen den Titelverteidiger und Favoriten Paris Saint-Germain. Somit erfolgte für die nächste Saison die erneute Europapokalteilnahme an der Europa League. In der Saison 2019/20 erreichte der Franzose mit Rennes den dritten Platz in der Liga und qualifizierte sich somit für die Teilnahme an der Champions League 2020/21.
Im Sommer 2021 wechselte er ablösefrei zu Olympique Lyon. Dort kam er nur noch als Rotationsspieler zum Einsatz, weshalb der Spieler Europa im Februar 2023 verließ und sich dem australischen Melbourne Victory anschloss.

## Erfolge
Stade Rennes
- Französischer Pokalsieger: 2018/19